# Шанцер, Виргилий Леонович
Вирги́лий Лео́нович Ша́нцер (21 сентября [3 октября] 1867, Шабо — 29 января [11 февраля] 1911, Москва) — деятель революционного движения в России, один из организаторов Декабрьского вооружённого восстания в Москве.

## Биография
Родился 21 сентября (3 октября) 1867 года в швейцарской колонии Шабо, в семье инженера-австрийца; позже заводчик — винзавод в Одессе; автор книги «Виноделие и погребное хозяйство». Мать была франко-швейцаркой, внучкой Луи-Венсана (Ивана Карловича) Тардана, основателя швейцарской колонии Шабо в Бессарабии.
В конце 1880-х годов во время обучения в гимназии в Николаеве Виргилий Шанцер входил в группу народовольцев. В 1899 году окончил юридический факультет Юрьевского университета. Студентом посещал социал-демократические кружки, вступил в РСДРП.
Работал помощником присяжного поверенного. С 1901 года вёл подпольную работу в Москве под партийным псевдонимом Марат, был раскрыт и сослан в Восточную Сибирь.
В 1903 году после II съезда РСДРП стал большевиком. С 1904 года — член Московского комитета РСДРП.
В 1905 году — представитель ЦК РСДРП по Центральному промышленному району, редактор газеты «Рабочий».
Принимал активное участие в подготовке Декабрьского вооружённого восстания в Москве, за что в ночь с 7 на 8 декабря 1905 года был арестован и в 1906 году выслан под надзор полиции в Енисейскую губернию, откуда бежал.
В том же году являлся членом Омского, а затем — Петербургского комитетов РСДРП.
На состоявшемся в мае 1907 года в Лондоне V съезде РСДРП был избран в состав негласного «большевистского центра», созданного фракцией большевиков.
После возвращения в Россию был арестован и выслан под надзор полиции в Сибирь, где продолжил подпольную революционную деятельность. В 1908 году был переведён в Туруханский край. Бежав из ссылки, выехал за границу.
После участия в состоявшемся в июле 1909 года в Париже совещании расширенной редакции газеты «Пролетарий» примкнул к радикальной группе во главе с А. А. Богдановым, требовавшим отзыва депутатов-большевиков из Государственной Думы. В декабре 1909 года вошёл в группу «Вперёд», отрицавшую легальные методы борьбы революционеров за власть. В 1910 году вернулся из эмиграции в Россию.
Скончался 29 января (11 февраля) 1911 года в Москве, после тяжёлой болезни.

## Семья
Отец — Леон Шанцер, Мать — Виргиния Самуиловна Шанцер (урождённая Тардан)
- Сын Шанцер, Евгений Виргильевич (1905—1987), доктор геолого-минералогических наук, профессор.

Сестра — Анна Леоновна Борзякова.